# Mīrzā Khalīl
Mīrzā Khalīl (persiska: میرزا خلیل, ميرزا خَليل) är en ort i Iran.   Den ligger i provinsen Västazarbaijan, i den nordvästra delen av landet, 700 km nordväst om huvudstaden Teheran. Mīrzā Khalīl ligger 1 515 meter över havet och antalet invånare är 210.
Terrängen runt Mīrzā Khalīl är huvudsakligen kuperad, men den allra närmaste omgivningen är platt.Runt Mīrzā Khalīl är det ganska glesbefolkat, med 39 invånare per kvadratkilometer. Närmaste större samhälle är Qūrīshkāk, 12,8 km väster om Mīrzā Khalīl. Trakten runt Mīrzā Khalīl består i huvudsak av gräsmarker.